# Atti umani
Atti umani (titolo originale 소년이 온다) è un romanzo di Han Kang, pubblicato nel 2014 e tradotto e pubblicato in Italia da Adelphi nel 2017. Questo è il secondo libro della scrittrice Han Kang pubblicato in Italia, dopo La vegetariana che le ha valso il Man Booker International Prize 2016. Grazie a Atti umani, l'autrice ha vinto il Premio Malaparte 2017.

## Trama
Il romanzo è un racconto corale dei fatti avvenuti durante e dopo il massacro di Gwangju, una rivolta popolare soffocata nel sangue dall'esercito sudcoreano, avvenuta il 18 maggio 1980 a Gwangju, in Corea del Sud. È diviso in sette capitoli, ciascuno dei quali è dedicato alle esperienze vissute da un protagonista diretto o indiretto del massacro.
Nel primo capitolo (Il ragazzo. 1980) si racconta di Dong-ho, un ragazzo di 15 anni che ha visto morire durante la manifestazione del 18 maggio 1980 a Gwangju il suo migliore amico, ucciso da uno dei tanti proiettili sparati sulla folla manifestante dall'esercito sudcoreano. Il secondo capitolo (L'amico del ragazzo. 1980) ha come protagonista e narratore l'anima dell'amico di Dong-ho che racconta la disumanità con la quale il suo cadavere e quello di molti altri manifestanti uccisi sono stati trattati dall'esercito sudcoreano. Nel terzo, quarto e quinto capitolo, ambientati rispettivamente nel 1985, 1990 e nel 2002, altri protagonisti del massacro raccontano la loro vita successiva agli avvenimenti del 1980, che hanno lasciato un segno profondo nel loro modo di affrontare la vita normale. Il quinto capitolo (La madre del ragazzo. 2010) è invece dedicato alla madre di Dong-ho, profondamente scossa dalla morte del figlio. Il sesto e ultimo capitolo, ambientato nel 2013, racconta il lavoro di documentazione fatto dall'autrice Han Kang, vissuta fino al 1979 a Gwangju con la sua famiglia, per dare giusta memoria alle vittime del massacro.

## Edizioni
- Han Kang, Atti umani, traduzione di Milena Zemira Ciccimarra, Milano, Adelphi, 2017, ISBN 9788845932014, OCLC 1020122076.